# Anselmo di Bomarzo
Anselmo (Bomarzo, VI secolo – Bomarzo, 24 aprile VI secolo) è stato un vescovo italiano.

## Biografia

### Le fonti
La vita del santo viene tramandata tramite un'opera intitolata Vita Beati Anselmi Episcopi et Confessoris risalente al VII-IX secolo. Il testo originale, perduto in seguito ai moti napoleonici (1810), ci è noto grazie ad una sua copia conservata nella biblioteca degli Agostiniani in Orvieto.

### La giovinezza
Anselmo nacque da una famiglia facoltosa nella città di Bomarzo o in una sua frazione, Mugnano in Teverina. I suoi genitori, degli ottimi cristiani, si dedicavano assiduamente all'elemosina ed all'assistenza ai bisognosi e lo educarono sin da fanciullo allo studio delle Sacre Scritture. In seguito alla loro dipartita, memore degli insegnamenti paterni, donò ai più bisognosi tutti i suoi beni e si ritirò in vita contemplativa.
In questo periodo venne a mancare il Vescovo di Bomarzo, pertanto il clero cittadino si riunì in chiesa per eleggere il suo successore. Dopo giorni di digiuno e preghiera nel duomo rimbombò una voce che diceva: "Eleggete per vescovo Anselmo, perché ne è degno": subito il clero ed il popolo acclamarono il loro nuovo signore, che, dopo aver ricevuto gli ordini sacri, venne insediato sulla cattedra episcopale.

### L'episcopato
La tradizione gli attribuisce moltissimi miracoli compiuti sia in vita sia in morte, tra cui l'esorcismo di ossessi e la resurrezione di morti. I prodigi che, tuttavia, sono rimasti più impressi nell'immaginario collettivo, sono quelli riguardanti l'invasione di Bomarzo da parte dei Goti di Totila. Secondo la Vita Beati Anselmi il vescovo avrebbe cercato di opporsi alla conquista della città, ma i barbari l'avrebbero aggredito. Anselmo, invocando l'aiuto di Dio, avrebbe fatto possedere i suoi aggressori da spiriti che li avrebbero resi inoffensivi. Secondo un'altra tradizione i Goti avrebbero tentato nuovamente di invadere Bomarzo, ma il santo, tracciando il segno della croce verso il cielo, avrebbe fatto piovere su di essi delle ghiande di piombo.

### La morte
Sentendo avvicinarsi la sua ora, Anselmo chiamò a sé i sacerdoti ed i diaconi polimarziensi e li invitò a pregare con lui fino alla fine. Poco tempo dopo (il 24 aprile di un non meglio precisato anno del VI secolo) se ne andò serenamente, e le sue spoglie mortali furono inumate nella chiesa di Santa Maria.

### Culto
La città di Bomarzo è da sempre molto legata alla figura di Sant'Anselmo, e la festeggia solennemente due volte all'anno.
La prima, tra il 23 aprile e il 1º maggio, ricorda la data della sua morte. Questo periodo corrisponde allo svolgersi dei festeggiamenti del Palio di Bomarzo e della Sagra del Biscotto.
La seconda circostanza cade la terza domenica di giugno, data che ricorda la traslazione delle sue spoglie. Il 16 giugno 1647, infatti, il Duca Ippolito Lante della Rovere volle spostare la sua urna dall'altare laterale di San Sebastiano a quello centrale dedicato a lui ed alla Madonna.